# 하성민 (기업인)
하성민 (1957년 - )은 전직 SK텔레콤 CEO였고 현재 SK수펙스 추구협의회 윤리경영위원장이다.

## 생애
하성민은 1957년 경상남도 부산에서 태어났다.
성균관대 경영학과를 졸업하고 SK그룹의 전신인 선경에 입사했다.
SK텔레콤의 전신인 한국이동통신으로 자리를 옮긴 뒤 구매팀장을 맡았다.
한국이동통신이 사명을 SK텔레콤으로 바꾸면서 자금팀장을 맡았다.
신세기통신에서 재무관리실장으로 SK텔레콤과 신세기통신의 합병을 이끌었다. 경영기획실장과 전략기획부문장, 코퍼레이트센터 센터장을 지냈다.
SK텔레콤 이동통신부문(MNO) 사장, 총괄사장을 역임한 뒤 SK텔레콤 대표이사 사장으로 임명됐다.

SK수펙스추구협의회 윤리경영위원장을 2016년말까지 맡았다. 

## 약력
- 1976년, 동래고등학교
- 1981년, 성균관대학교 경영학 학사